# Американо-непальские отношения
Американо-непальские отношения — двусторонние дипломатические отношения между США и Непалом.

## История
Соединенные Штаты признали Непал в 1947 году, а в 1948 году установили с ним дипломатические отношения. Двусторонние отношения между странами являются дружественными, американцы помогают Непалу построить мирное, процветающее и демократическое общество. Соединенные Штаты содействуют политическому и экономическому развитию Непала, снижению зависимости страны от гуманитарной помощи и увеличению её возможностей вносить позитивный вклад в региональную безопасность. Непал является одним из крупнейших поставщиков военнослужащих для международных миссий ООН по поддержанию мира.
Всеобъемлющее мирное соглашение положило конец гражданской войне в Непале в 2006 году. В 2011 году было подписано соглашение о реинтеграции нации и реабилитации бывших боевиков. Непал является одной из самых бедных стран в мире и подвержен стихийным бедствиям.

## Торговля
Экспорт из США в Непал: сельскохозяйственная продукция, самолеты, оптические и медицинские инструменты, машины.
 Импорт США из Непала: текстиль, одежда, головные уборы, кожа.